# راچستر (مینه‌سوتا)
راچستر، مینه‌سوتا (به انگلیسی: Rochester, Minnesota) یک شهر و مرکز شهرستان در ایالات متحده آمریکا است که در شهرستان اولمستد، مینه‌سوتا واقع شده‌است. راچستر سومین شهر بزرگ مینه سوتا و بزرگترین شهر آن خارج از منطقه شهری مینیاپولیس-سینت پال است.

## خصوصیات
راچستر ۱۴۱٫۸۰ کیلومترمربع مساحت و ۱۰۶٬۷۶۹ نفر جمعیت دارد و ۴۰۱٫۴ متر بالاتر از سطح دریا واقع شده‌است.